# Basiptera castaneipennis
Basiptera castaneipennis là một loài bọ cánh cứng trong họ Cerambycidae.